# Hodočasničke značke
Hodočasničke značke nosili su katolički hodočasnici u vrijeme kasnog srednjeg vijeka. Najčešće su bile od slitine olova i kositra te su prodavane na mjestima hodočašća, odnosno duž hodočasničkih puteva. Proizvodnja istih cvala je u srednjovjekovnoj Europi, posebno u 14. i 15. stoljeću, a nakon reformacije sredinom 16. stoljeća je drastično smanjena. Desetci tisuća ovih značaka pronađeni su od 19. stoljeća do danas, najčešće u koritima rijeka.
Hodočasničke značke najčešći su do danas očuvani srednjovjekovni predmeti.

## Vanjske poveznice
- The Digital Pilgrim Project, 3D modeli srednovjekovnih hodočasničkih značaka u Britanskom muzeju

- O hodočasničkim privjescima s područja Hrvatske